# Tiriba-de-hellmayr
Tiriba-de-hellmayr (nome científico: Pyrrhura amazonum) é uma espécie de ave da família dos psitacídeos endêmica do Brasil.